# Lahrhof
Lahrhof is een buurt in de wijk Kemperkoul in de Nederlandse plaats Sittard (gemeente Sittard-Geleen). Het is het oudste gedeelte van Kemperkoul en vormt tevens het centrum van deze uitbreidingswijk. Ze ligt in het zuidwestelijk deel van de wijk en wordt in het noorden begrensd door de buurt Kempehof, in het oosten door Haagsittardpark, in het zuiden door de Kollenberg en in het westen door Vrangendael.
De naam van de woonbuurt verwijst naar de monumentale Hoeve Lahrhof, die nu aan de rand van de woonbuurt is gelegen. Lahrhof was de eerste fase van een aantal nieuwbouwprojecten die vanaf 1980 in de Kemperkoul ten oosten van Sittard gerealiseerd werden; daarna volgden Kempehof, Haagsittardpark en Europapark. De eerste woningen werden hier in 1982 opgeleverd. Tijdens de aanleg van de buurt werd een grafveld aangetroffen uit de Merovingische tijd. Van de vermoedelijk meer dan 100 graven konden er 87 worden blootgelegd.
Lahrhof is een typische bloemkoolwijk uit de vroege jaren '80 met woningen gecentreerd om woonerven die omsloten worden door groenstructuren. Ze vormt het centrum van Kemperkoul, zo bevinden zich hier de meeste wijkvoorzieningen waaronder het winkelcentrum en de basisschool. In tegenstelling tot de later aangelegde woonbuurten zijn er veel rijtjeswoningen en appartementencomplexen te vinden en is er een groter aandeel huurwoningen.